# ناوشکن کلاس اوریانی
دیسترویر کلاس اوریانی (به انگلیسی: Oriani-class destroyer) یک کلاس از کشتی است که طول آن ۱۰۶٫۷ متر (۳۵۰ فوت ۱ اینچ) می‌باشد.